# Prefect (bestuurder)
Een prefect is een titel voor een persoon die een prefectuur geheten bestuurlijk mandaat (meestal een rechtsgebied) heeft gekregen van een hogere overheid, inzonderheid de staat.
In sommige landen is een prefect belast met het bestuur van een gebiedsdeel. In Europa is dat het geval met Frankrijk en Italië. 

## Oudheid
De titel komt van het Latijnse woord praefectus ('aan het hoofd geplaatste'), wat in het oude Rome reeds onder de Republiek een zeer algemeen begrip was voor een overheidsfunctionaris die belast was met een territoriale of specialistische jurisdictie, of nog het bevel voeren over een militair contingent.
Onder de Romeinse keizers kwamen er heel wat prefecten bij met militaire of burgerlijke bevoegdheden en specifieke titels, waaronder de pretoriaanse prefect, die evolueerde van wachtcommandant aan het hof tot topminister.

## Frans bestuur

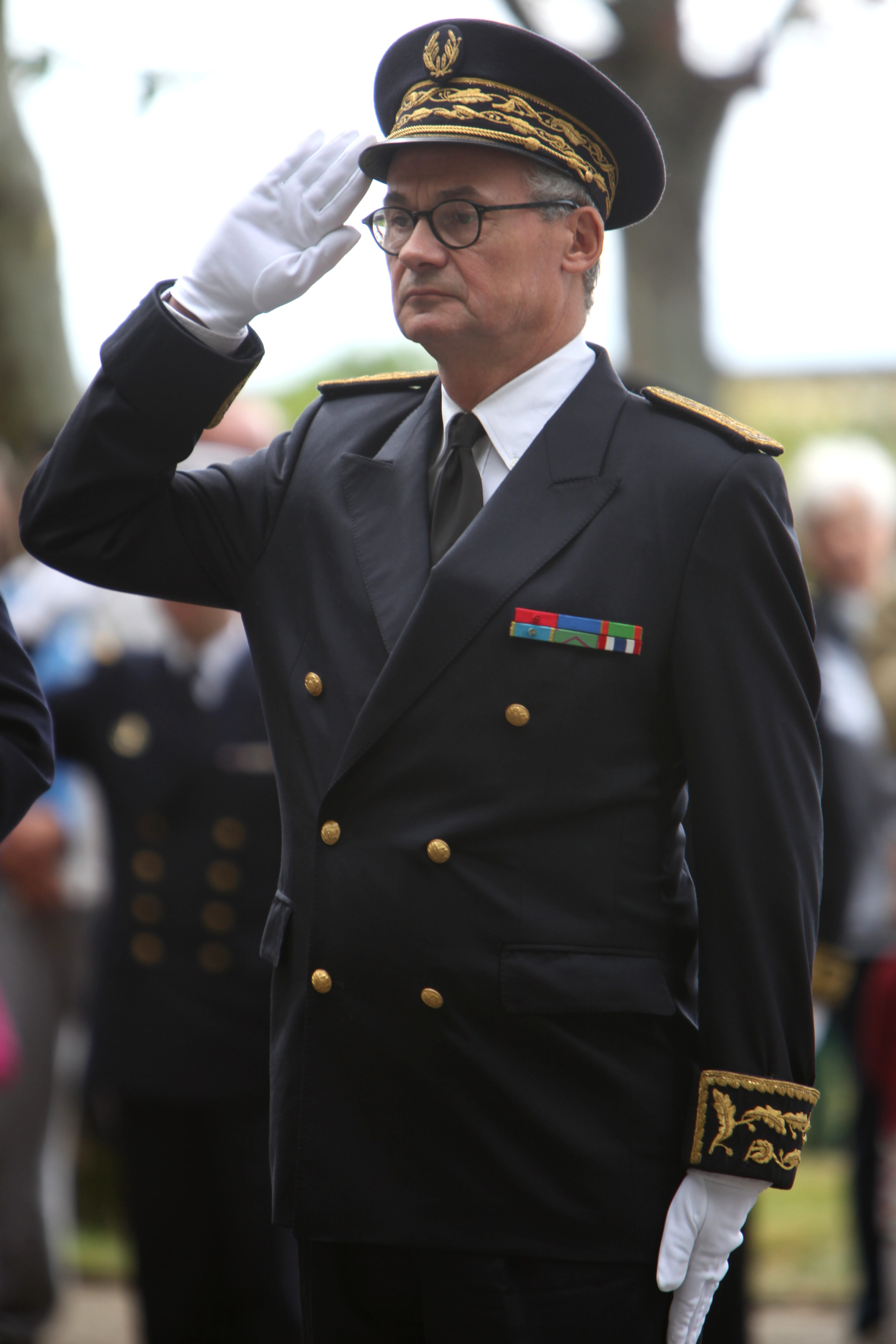
Een Franse prefect in ceremonieel tenue

In Frankrijk werd de titel van préfet voor door de centrale regering benoemde provinciale gouverneurs in 1800 ingevoerd door Napoleon Bonaparte. Deze plaatste aan het hoofd van elk Frans departement een prefect. De functie diende als voorbeeld voor wat later de provinciegouverneur in België of de commissaris van de Koning(in) in Nederland zou worden (de provincies in Nederland zijn immers rechtstreeks voortgekomen uit de departementen uit de Franse tijd; de Belgische waren al gecreëerd door de Habsburgse 'keizer-koster' Jozef II onder de benaming kreits, 'kring').
Typisch voor de Franse prefecten is dat het echte staatsambtenaren zijn. Ze worden benoemd en ontslagen door de Franse president en kunnen worden overgeplaatst naar een ander departement. Ze vormen een "korps" binnen het Ministerie van Binnenlandse Zaken en dragen bij bijzondere gelegenheden een uniform. De meeste Franse prefecten hebben gestudeerd aan de prestigieuze École nationale d'administration. Het Corps préfectoral telde in 2011 liefst 168 prefecten, ruim de helft meer dan er departementen (101) zijn. Sommige prefecten hebben andere taken, anderen zijn "gedelegeerd prefect" bij een andere prefect. Parijs heeft nog een aparte prefect van politie, die rechtstreeks gezag heeft over de Parijse politie.
Aanvankelijk bestuurden de prefecten vrijwel het departement in hun eentje. Later werden bepaalde bevoegdheden uitgeoefend door een verkozen algemene raad. In 1982 vond een grote hervorming plaats, waarbij de voorzitter van de algemene raad de uitvoerende bevoegdheden van het departement overnam. De prefecten bleven bestaan (van 1982 tot 1988 werd hun titel vervangen door die van commissaris van de Republiek), als vertegenwoordiger van het centraal gezag. Ze hebben nog altijd grote bevoegdheden, zoals op het gebied van ordehandhaving, veiligheid, milieu, toekenning van bepaalde vergunningen enz. 
De prefect van de hoofdstad van een Franse regio heeft als "regio-prefect" (préfet de région) speciale bevoegdheden voor de regio en een gezag boven de andere prefecten binnen diezelfde regio, maar niet over haar representatieve organen. 
In sommige Franse (oud-)kolonies en overzeese gebiedsdelen is/was eveneens de titel prefect gangbaar voor een analoge functie, en/of wordt de term prefectuur gebruikt voor het equivalent van een provincie.